# Wereldkampioenschap voetbal 2010 (Groep C) Engeland - Verenigde Staten

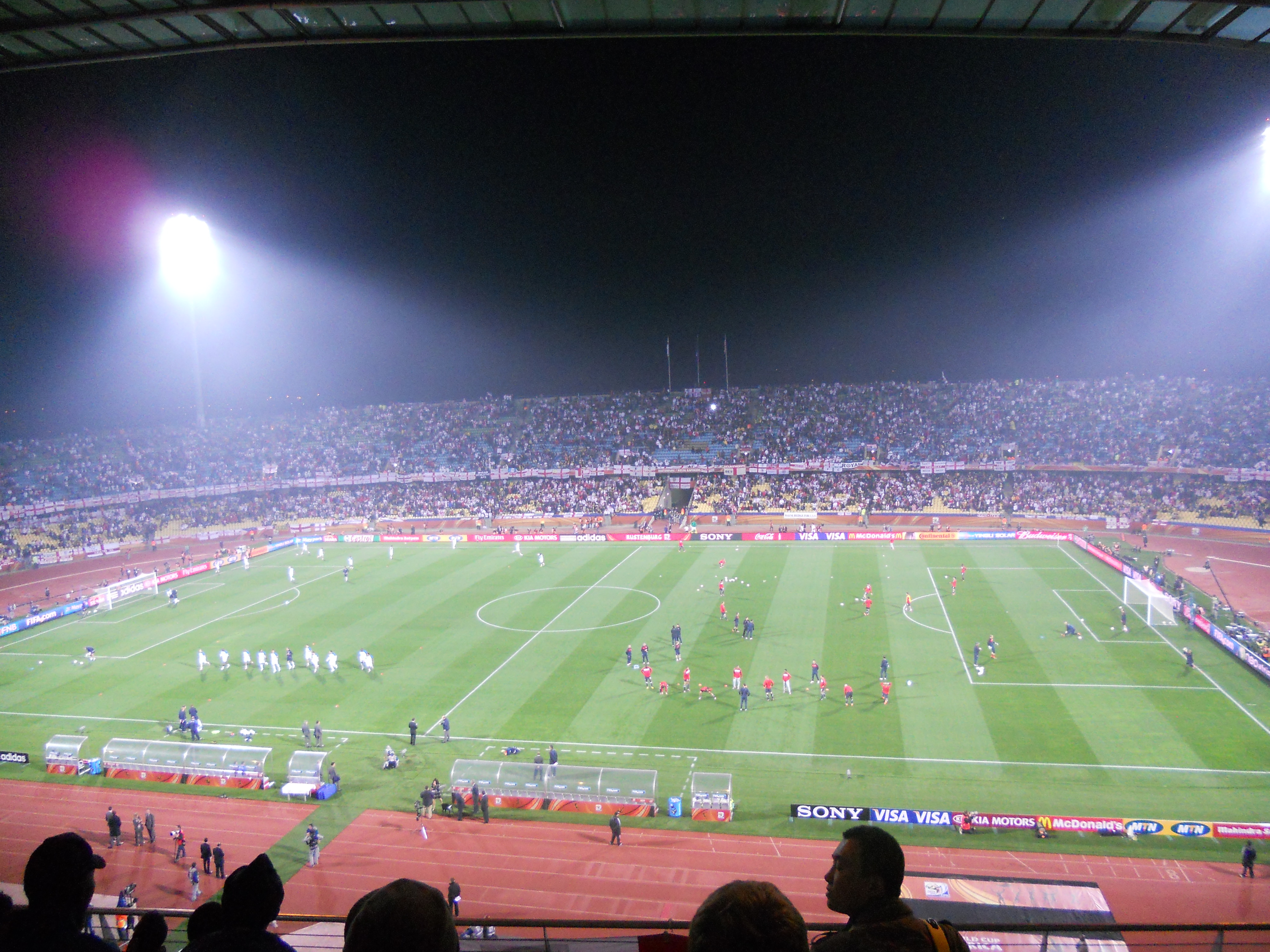
In het stadion tijdens Engeland - Verenigde Staten.

In dit artikel wordt de wedstrijd tussen Engeland en de Verenigde Staten in Groep C tijdens het wereldkampioenschap voetbal van 2010, die werd gespeeld op 12 juni 2010, nader uitgelicht.

## Wedstrijdgegevens
| Datum                       | 12 juni 2010                       | 12 juni 2010                       |
| Stadion                     | Royal Bafokeng Stadion, Rustenburg | Royal Bafokeng Stadion, Rustenburg |
| Toeschouwers                | 38.646                             | 38.646                             |
| Scheidsrechter              | Carlos Simon                       | Carlos Simon                       |
| Assistenten                 | Altemir Hausmann Roberto Braatz    | Altemir Hausmann Roberto Braatz    |
| Vierde man                  | Eddy Maillet                       | Eddy Maillet                       |
| Man van de wedstrijd        | Tim Howard                         | Tim Howard                         |
|                             | Engeland                           | Verenigde Staten                   |
| Doelpunten                  | 1                                  | 1                                  |
| Gele kaarten                | 3                                  | 3                                  |
| Rode kaarten                | 0                                  | 0                                  |
| Wissels                     | 2                                  | 2                                  |
| Schoten op doel             | 8                                  | 4                                  |
| Schoten naast doel          | 8                                  | 7                                  |
| Overtredingen               | 12                                 | 14                                 |
| Hoekschoppen                | 8                                  | 4                                  |
| Buitenspel                  | 5                                  | 2                                  |
| Strafschoppen               | 0                                  | 0                                  |
| Balbezit (tijd)             | 32 min                             | 28 min                             |
| Balbezit (%)                | 53                                 | 47                                 |
| Totale afstand afgelegd (m) | 108.154                            | 107.518                            |

| Engeland | 1 – 1        | Verenigde Staten |
| Steven Gerrard 4' | goals        | 40' Clint Dempsey |
| Fabio Capello | bondscoach   | Bob Bradley |
| |              | |
| Robert Green Glen Johnson Ledley King 45' John Terry Ashley Cole Aaron Lennon Frank Lampard Steven Gerrard James Milner 31' Wayne Rooney Emile Heskey | opstellingen | Tim Howard Steve Cherundolo Jay DeMerit Oguchi Onyewu Carlos Bocanegra Michael Bradley Ricardo Clark Landon Donovan Clint Dempsey 86' Jozy Altidore 77' Robbie Findley |
| Shaun Wright-Phillips 31' Jamie Carragher 45' | wissels      | 77' Edson Buddle 86' Stuart Holden |
| |              | |
| James Milner 26' Jamie Carragher 60' Steven Gerrard 61'                                                                                               | gele kaarten | 39' Steve Cherundolo 47' Jay DeMerit 74' Robbie Findley |
| | rode kaarten | |

## Overzicht van wedstrijden
| Groepswedstrijden | | | |
| Groep A | Groep B | Groep C | Groep D |
| Zuid-Afrika - Mexico Uruguay - Frankrijk Zuid-Afrika - Uruguay Frankrijk - Mexico Mexico - Uruguay Frankrijk - Zuid-Afrika | Zuid-Korea - Griekenland Argentinië - Nigeria Argentinië - Zuid-Korea Griekenland - Nigeria Griekenland - Argentinië Nigeria - Zuid-Korea | Engeland - Verenigde Staten Algerije - Slovenië Slovenië - Verenigde Staten Engeland - Algerije Slovenië - Engeland Verenigde Staten - Algerije | Duitsland - Australië Servië - Ghana Duitsland - Servië Ghana - Australië Australië - Servië Ghana - Duitsland    |
| Groep E | Groep F | Groep G | Groep H |
| Nederland - Denemarken Japan - Kameroen Nederland - Japan Kameroen - Denemarken Kameroen - Nederland Denemarken - Japan    | Italië - Paraguay Nieuw-Zeeland - Slowakije Slowakije - Paraguay Italië - Nieuw-Zeeland Paraguay - Nieuw-Zeeland Slowakije - Italië       | Ivoorkust - Portugal Brazilië - Noord-Korea Brazilië - Ivoorkust Portugal - Noord-Korea Noord-Korea - Ivoorkust Portugal - Brazilië             | Honduras - Chili Spanje - Zwitserland Chili - Zwitserland Spanje - Honduras Chili - Spanje Zwitserland - Honduras |
| Achtste finales | | | |
| Uruguay - Zuid-Korea Verenigde Staten - Ghana                                                                              | Duitsland - Engeland Argentinië - Mexico                                                                                                  | Nederland - Slowakije Brazilië - Chili | Paraguay - Japan Spanje - Portugal                                                                                |
| Kwartfinales | | | |
| Brazilië - Nederland | Uruguay - Ghana | Argentinië - Duitsland | Paraguay - Spanje                                                                                                 |
| Halve finales | | | |
| Nederland - Uruguay | Nederland - Uruguay | Duitsland - Spanje | Duitsland - Spanje                                                                                                |
| Troostfinale | | | |
| Uruguay - Duitsland | | | |
| Finale | | | |
| Spanje - Nederland | | | |